# Herb obwodu winnickiego

Herb obwodu winnickiego

Herb obwodu winnickiego przedstawia na tarczy czwórdzielnej w krzyż w polach 1 i 4 błękitnych promieniste słońce z obliczem. W polach 2 i 3 czerwonym srebrny krzyż kawalerski z błękitną tarczką na przecięciu ramion krzyża. Na tarczce srebrny półksiężyc. Herb obwodu to połączone herby Podola i Bracławszczyzny z czasów I Rzeczypospolitej.
Herb przyjęty został 18 lipca 1997 r.

### Literatura
- S.K. Kuczyński, Polskie herby ziemskie, Warszawa 1993, ISBN 83-01-10991-2.